# Sybra egumensis
Sybra egumensis är en skalbaggsart som beskrevs av Stefan von Breuning 1973. Sybra egumensis ingår i släktet Sybra och familjen långhorningar. Inga underarter finns listade i Catalogue of Life.